# David Schweickart
David Schweickart, född 1942, är en amerikansk matematiker och analytisk filosof. Han har en kandidatexamen i matematik från University of Dayton, en doktorsexamen i matematik från University of Virginia och en doktorsexamen i filosofi från Ohio State University. Han är för närvarande (2020) professor i filosofi vid Loyola University Chicago.

## Ekonomisk demokrati
I After Capitalism och andra verk har Schweickart utvecklat en modell för marknadssocialism som han valt att kalla " ekonomisk demokrati ". Han menar själv att en "ekonomisk demokrati är en marknadsekonomi", i kontrast till kapitalism. Ett par av bokens kärnideer är dessa: 
- Demokrati på arbetsplatsen, inklusive val av driftledare och så vidare.
- Hantering av investeringar genom offentliga banker
- En marknad för varor, råvaror, produktionsinstrument och så vidare.
- Protektionism för att upprätthålla jämlika handelsförhållanden mellan länder

Företag och fabriker ägs av samhället och förvaltas av folket. Dessa företag tävlar på marknader för att sälja sina varor. Vinsten delar folket på. Varje företag beskattas för det kapital de använder och den skatten fördelas till offentliga banker som finansierar utvidgning av befintlig, och ny, industri. 

## Kritiker
2006 skrev Schweickart en detaljerad kritik mot parecon, kallad Nonsense on Stilts: Michael Alberts Parecon. Han hävdade att tre grundläggande särdrag i det ekonomiska systemet är bristfälliga.

## Published works
- After Capitalism (Rowman and Littlefield, 2002) - ISBN 0-7425-1300-9
- Market Socialism: The Debate Among Socialists, with Bertell Ollman, Hillel Ticktin and James Lawler (Routledge, 1998)
- Against Capitalism (Cambridge University Press, 1993; Spanish translation, 1997; Chinese translation, 2003)
- Capitalism or Worker Control? An Ethical and Economic Appraisal (Praeger, 1980)